# 采爾維瑟米爾巴赫河

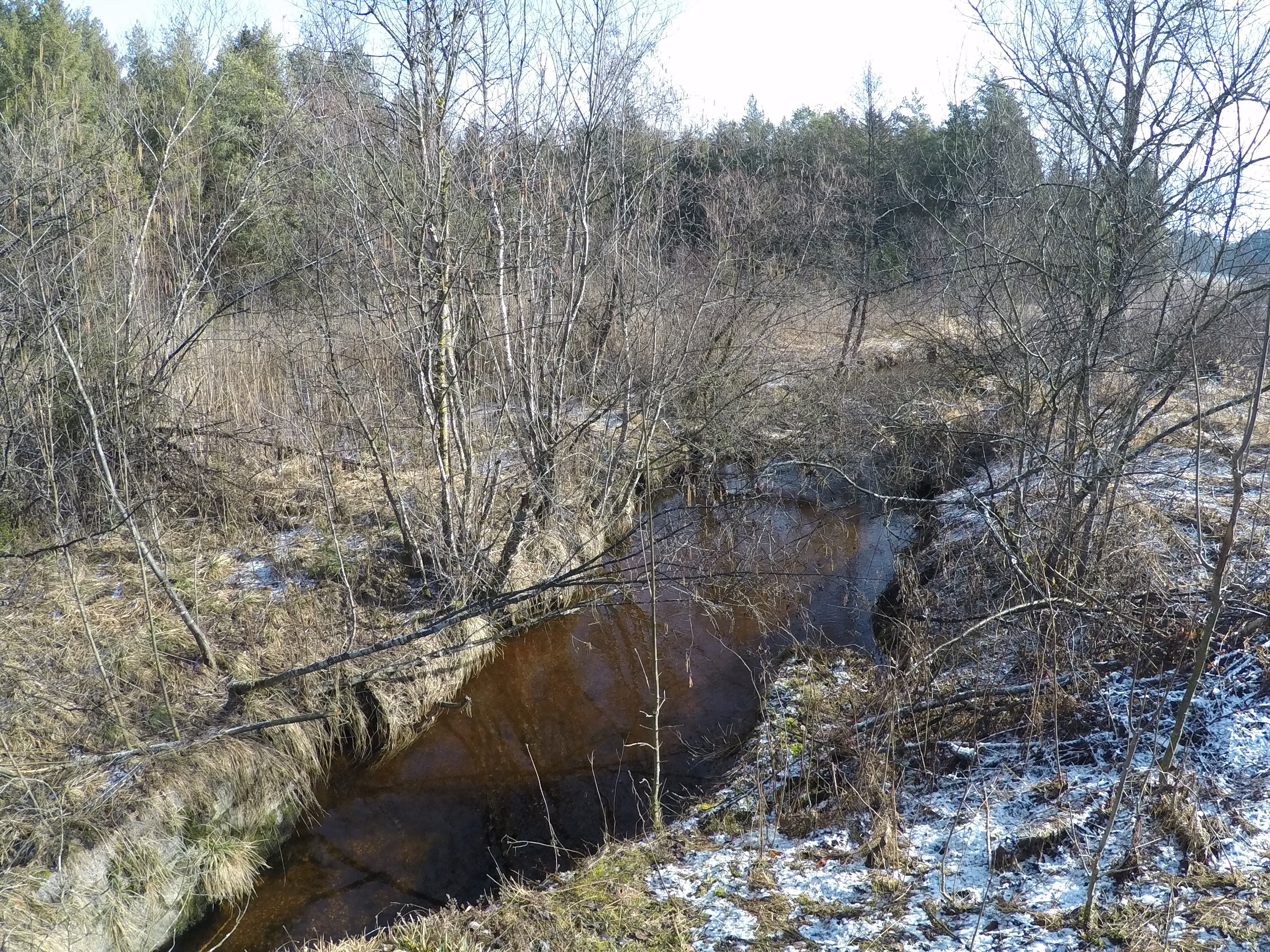

47°48′16″N 11°24′25″E / 47.80431°N 11.40687°E
采爾維瑟米爾巴赫河（德語：Zellwieser Mühlbach），是德國的河流，位於該國東南部，由巴伐利亞負責管轄，屬於洛伊薩赫河的右支流，流經巴特特爾茨-沃爾夫拉茨豪森縣，河道全長13.8公里。